# Tweede Kamerverkiezingen in het kiesdistrict Ridderkerk (1848-1850)
Tweede Kamerverkiezingen in het kiesdistrict Ridderkerk (1848-1850) geeft een overzicht van verkiezingen voor de Nederlandse Tweede Kamer in het kiesdistrict Ridderkerk in de periode 1848-1850.
Het kiesdistrict Ridderkerk werd ingesteld na de grondwetsherziening van 1848. Tot het kiesdistrict behoorden de volgende gemeenten: Barendrecht, Charlois, Goidschalxoord, 's-Gravendeel, Groote Lindt, Heer Oudelands Ambacht, Heerjansdam, Heinenoord, Hendrik-Ido-Ambacht, Hoogvliet, Katendrecht, Kijfhoek, Kleine Lindt, Klaaswaal, Maasdam, Meerdervoort, Mijnsheerenland, Nieuw-Beijerland, Numansdorp, Oud-Beijerland, Pernis, Poortugaal, Puttershoek, Rhoon, Ridderkerk, Rijsoort en Strevelshoek, Sandelingen Ambacht, Strijen, Strijensas, Westmaas, IJsselmonde en Zwijndrecht.
Het kiesdistrict Ridderkerk vaardigde in deze periode per zittingsperiode één lid af naar de Tweede Kamer.
Legenda
- cursief: in de eerste verkiezingsronde geëindigd op de eerste of tweede plaats, en geplaatst voor de tweede ronde;
- vet: gekozen als lid van de Tweede Kamer.

## 30 november 1848
De verkiezingen werden gehouden na ontbinding van de Tweede Kamer, na inwerkingtreding van de herziene grondwet.
|                  | 30 november | 9 december |
| ---------------- | ----------- | ---------- |
| Kiesgerechtigden | 737         | 737        |
| Opkomst          | 607         | 590        |
| Geldige stemmen  | 603         | 570        |
| Blanco stemmen   | 1           | 18         |
| Kandidaten       |             |            |
| W. Wijnaendts    | 196         | 292        |
| A. Vogelsang     | 146         | 278        |
| L. Kluit         | 89          |            |
| P.J. de Raadt    | 84          |            |
| J.S. Lotsy       | 34          |            |
| D. Molenaar      | 10          |            |
| J.R. Thorbecke   | 9           |            |

## Opheffing
In 1850 werd het kiesdistrict Ridderkerk samengevoegd met het kiesdistrict Dordrecht, dat werd omgezet in een meervoudig kiesdistrict.